# George Engel (Anarchist)

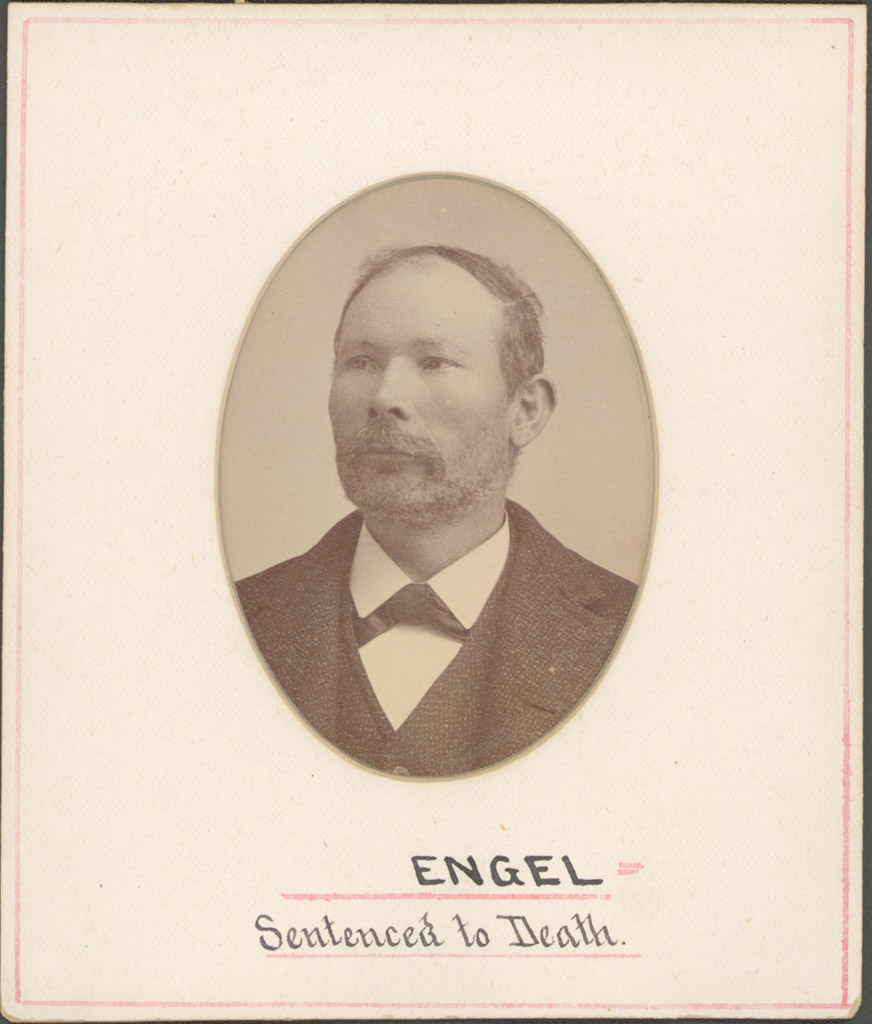
Porträt George Engel

George Engel (* 15. April 1836 in Kassel; † 11. November 1887 in Chicago) war ein deutscher Anarchist und einer der acht Angeklagten in der Haymarket-Affäre.

## Leben
George Engel lebte für kurze Zeit bei einer Pflegefamilie, da seine Eltern früh gestorben waren. Mit 14 Jahren machte er eine Schuhmacherlehre und später arbeitete er im Malerhandwerk. 1868 heiratete er; 1872 verließ er Deutschland und ging in die USA nach Philadelphia, wo er zunächst in einer Zuckerfabrik arbeitete. 1874 zog er nach Chicago und eröffnete dort einen Spielzeugladen.
In Chicago machte er seine erste Bekanntschaft mit dem Sozialismus. Er ging zu einem Treffen der Internationalen Arbeiter-Assoziation (IAA) und wurde Mitglied. Er war maßgeblich beteiligt an der Gründung der Sozialistischen Arbeiterpartei Nordamerikas.
Am 1. Mai 1886 fand eine Versammlung auf dem Haymarket in Chicago statt für die Durchsetzung eines Achtstunden-Arbeitstages. Zu dieser Zeit wurde die Anzahl der streikenden Arbeiter für den Achtstundentag in den USA auf 300.000 bis zu einer halben Million geschätzt. Der Streik wurde von der IAA organisiert, und als Sprecher trat der Herausgeber der anarchistischen Zeitschrift Arbeiterzeitung, August Spies, auf. Nach diesem Streik folgten noch weitere Demonstrationen. Am 4. Mai 1886 kamen circa 3000 Menschen zu einer Versammlung auf dem Haymarket. Redner waren Albert Parsons, Samuel Fielden und August Spies. Unter der Leitung von John Bonfield traten 180 Polizisten an, und Bonfield forderte die Demonstranten auf, sich „unverzüglich und friedlich zu zerstreuen“. Ein bis heute Unbekannter warf eine Bombe in die bereitstehenden Polizisten, wobei acht Menschen getötet und etwa 67 verletzt wurden. Die genaue Anzahl der Getöteten und Verletzten konnte nie genau festgestellt werden. Der Autor Stephen Kinzer schrieb in der New York Times vom 15. September 2004 von sieben getöteten Polizisten.

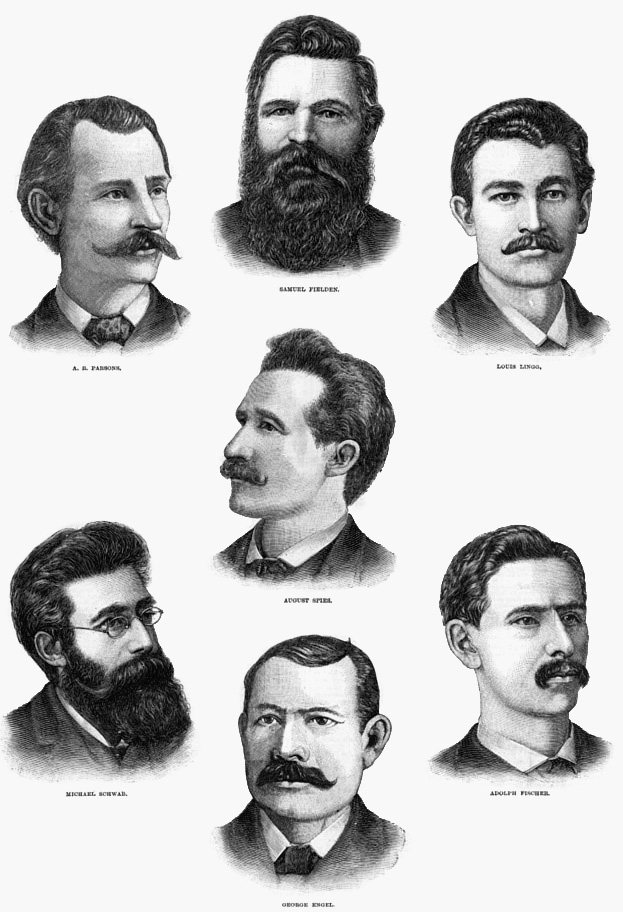
Abbildung der sieben zum Tode verurteilten Personen, 1887

Acht Männer, die den Streik mitorganisiert hatten, wurden, da sie als Anarchisten bekannt waren, verhaftet: August Spies, Albert Parsons, George Engel, Adolph Fischer, Louis Lingg, Oscar Neebe, Michael Schwab und Samuel Fielden. Es gab keine Beweise, dass diese Männer in Verbindung mit dem Bombenanschlag standen. Die Behörden beschlossen, die Verhafteten als Verschwörer mit dem Bombenanschlag in Zusammenhang zu bringen. Engel wurde, ebenso wie Spies und Fischer, für schuldig befunden und zum Tode verurteilt. Engel schrieb in einem Brief an den Gouverneur Richard Oglesby, der Gouverneur solle keine Milde zeigen – er sei unschuldig. Er könne ermordet, aber nicht bestraft werden. Dass George Engel während des Bombenattentates nicht anwesend war, spielte für die Jury keine Rolle, und der Staatsanwalt Julius S. Grinnel sprach davon, dass die „Anarchie auf dem Prüfstand stehe“.
George Engel war verheiratet und Vater von zwei Kindern.